# Tylotropidius yunnanensis
Tylotropidius yunnanensis is een rechtvleugelig insect uit de familie veldsprinkhanen (Acrididae). De wetenschappelijke naam van deze soort is voor het eerst geldig gepubliceerd in 1990 door Zheng & Liang.